# Icesave
Icesave var en islandsk bank der lånte pege ud til udlandet. Icesave var ejet af den islandske bank "Landsbankinn".
Den islandske stat overtog i 2009 banken Landsbanki og dermed også dens internetbank Icesave for at redde de islandske lånere fra tab. 
Alle islændinge, der havde sat penge i banken, fik derfor deres indskud igen. Men man betalte ikke for de mange i især England og Holland, der havde sat penge i banken, som tilbød renter på næsten 7 procent. 
Pengene til disse mennesker og institutioner blev derfor betalt af de to landes regeringer, og bagefter sendte de en regning til Island på cirka 30 milliarder – et efter islandske forhold uhyrligt beløb.

## Sammenbruddet og følgerne
Efter sammenbruddet i 2008 af det islandske banksystem lukkede netbanken Icesave. Efter at den islandske regering havde nationaliseret banken, fik de islandske kunder deres indskud tilbage,
men ikke til de udenlandske kunder. Særlig kunder fra Holland og Storbritannien, der havde indsat deres penge i banken, som tilbød renter på næsten 7 procent, blev ramt.
Icesave og dermed de islandske indbyggere skylder kunderne i Holland og Storbritannien 3,8 milliarder euro. Det vil sige at hver indbygger uanset alder skylder ca. 11.000 €.

## Reaktionen på sammenbruddet
I forbindelse med Islands ansøgning om medlemskab af EU havde Island, på grund af kraftige anmodninger fra regeringerne fra Nederlandene og Storbritannien besluttet at også de udenlandske Icesave-kunder skulle have erstatning. Icesave selv garanterede efter EU-bestemmelserne en erstatning på ca. 20.000 EURO. Storbritannien og Nederlandene krævede fuld erstatning og 5,5 % i betaling af renter. Denne afgørelse ville for Island, der i 2010 havde stigende arbejdsløshed og dårlig økonomi betyde, at de økonomiske problemer blev yderligere forværret. 
Den britiske regerings anvendelse af antiterror-lovning til at indefryse Icesave-kontoerne i Storbritannien gjorde, at den anspændte stemning, der siden Torskekrigen fra 1958-1975, havde været mellem de to lande, nåede et nyt lavpunkt.
Store dele af den islandske befolkning demonstrerede imod, at de udenlandske kunder skulle have fuld erstatning. Islands præsident Ólafur Ragnar Grímsson nedlagde 5. januar 2010 veto mod "Icesave-loven", der i de sidste dage af 2009 blev vedtaget i Altinget og bemyndigede regeringen til at honorere de udenlandske krav. Mange islændinge mente ikke, at den islandske stat skulle være ansvarlig for private firmaers fejltagelser.

## De politiske følger for Island
Norge har foreløbig lagt den lovede statshjælp på is, den Internationale Valutafond har gjort den lovede hjælp til Island afhængig af hvordan Island vil løse striden. 
Et muligt islandsk medlemskab af EU kan afhænge af, om landet får ryddet op efter den islandskejede netbank Icesaves kollaps i efteråret 2008, da Storbritannien og Holland udbetalte omkring 30 milliarder danske kroner i indskudsgarantier. 
Den 5. marts 2010 stemte islændingerne om et ja eller nej til en Icesav-gældsaftale. 93,2 procent af de islandske vælgere stemte nej til Icesave-loven.
Den islandske regering tager ikke nogen politisk konsekvens af resultatet, og fortsætter forhandlingerne med Holland og Storbritannien.

## Ekstern henvisning
- Børsen.dk Arkiveret 21. februar 2010 hos  Wayback Machine